# Обсада
Обсадата е военна операция, изразяваща се в блокада на крепост или град с цел превземането им посредством изтощение и/или нападение.
Използва се, когато атакуващият достигне град или крепост, които не могат да бъдат превзети лесно чрез фронтална атака и отказват да се предадат.
Обсадата включва обкръжаване на целта, блокиране на опитите за подкрепления и доставка на продоволствие и за пробив и изтегляне на войски или бягство на войници от гарнизона.
Обикновено е съчетана с действия за унищожаване на укрепленията на обсадения обект посредством обсадни машини, артилерийски обстрел, миниране и взривяване. Търси се възможност за използване на предателство за преодоляване на защитните съоръжения. При неуспех на тези действия изходът от обсадата може да бъде решен посредством глад, жажда или болест, които могат да засегнат както отбраняващия, така и атакуващия.